# Крушаре
Круша́ре (болг. Крушаре) — село в Сливенській області Болгарії. Входить до складу общини Сливен.

## Населення
За даними перепису населення 2011 року у селі проживали 2064 особи.
Національний склад населення села:
| Національність   | Кількість осіб | Відсоток |
| ---------------- | -------------- | -------- |
| болгари          | 1297           | 63,5 %   |
| цигани           | 736            | 36,0 %   |
| інша             | 7              | 0,3 %    |
| Всього відповіли | 2044           |          |

Розподіл населення за віком у 2011 році:
Динаміка населення: